# Typophyllum histrio
Typophyllum histrio är en insektsart som först beskrevs av Brunner von Wattenwyl 1895.  Typophyllum histrio ingår i släktet Typophyllum och familjen vårtbitare. Inga underarter finns listade i Catalogue of Life.